# ミラン・プロヴィッチ
ミラン・プロヴィッチ（セルビア語: Милан Пуровић、英: Milan Purović、1985年5月7日 - ）は、モンテネグロ出身で、同国代表のサッカー選手。ポジションはフォワード（センターフォワード）。
レッドスター・ベオグラード在籍時は202cmのニコラ・ジギッチとともにツインタワーを組み活躍した。
U-17ユーゴスラビア代表としてU-17欧州選手権2002、U-21セルビア・モンテネグロ代表としてU-21欧州選手権2006にそれぞれ出場。2007年3月24日にモンテネグロA代表として初出場した。

## 代表歴
- モンテネグロ代表 2007-2008
  - 2007年3月24日 - A代表初出場 - ハンガリー代表戦